# Sveinn Pálsson
Pour les articles homonymes, voir Pálsson.
Sveinn Pálsson (1762 - 1840) est un médecin et naturaliste islandais ayant observé les différents volcans de son pays dans les années 1790. Il est connu pour être le premier homme à avoir gravi le volcan islandais Eyjafjöll, le 16 août 1793, ainsi que le Hvannadalshnjúkur, le plus haut sommet d'Islande (2 110 mètres d'altitude), le 11 août 1794.